# علي مملوك
علي مملوك (مواليد 19 فبراير 1946) هو ضابط مخابرات سوري ومستشار أمني وعسكري خاص للرئيس السابق بشار الأسد. يُقال إنه أحد أكثر مساعدي الأسد ثقة. شغل مملوك من عام 2012 إلى عام 2019 منصب رئيس مكتب الأمن الوطني لحزب البعث. في 9 يوليو 2019، عين نائبًا لرئيس الجمهورية السورية للشؤون الأمنية.

## النشأة
وُلد علي مملوك في 19 فبراير 1946 في حي البحصة بدمشق، في عائلة سنية. تشير مصادر أخرى إلى أن سنة ميلاده قد تكون 1945.
يعود نسب عائلة مملوك إلى شخصية بارزة تُدعى أحمد باشا المملوك، الذي عاش قبل نحو قرن من الزمان، ودفن في مقبرة العائلة في الدحداح وسط دمشق. تمتد فروع العائلة إلى لبنان وفلسطين ومصر.

## المسيرة المهنية
يُقال إن علي مملوك كان من الضباط المؤسسين لجهاز الاستخبارات الجوية السورية في سبعينيات القرن العشرين، حيث شغل لاحقاً منصب نائب المدير في الجهاز نفسه.
وفي يونيو/حزيران 2005، عيّنه الرئيس بشار الأسد مديراً لـإدارة الأمن العام، وهي إحدى أبرز المؤسسات الأمنية في سوريا.
وفي عام 2010، عقد مملوك اجتماعاً مفاجئاً مع دبلوماسيين أمريكيين في دمشق، ناقش خلاله سبل تعزيز التعاون بين واشنطن ودمشق في قضايا مكافحة الإرهاب. وأكد خلال اللقاء أن جهاز الأمن العام السوري كان "أكثر نجاحاً في مكافحة الإرهاب في المنطقة لأنه عملي وليس نظرياً".
كان مملوك يُعرف بعلاقاته الجيدة مع مختلف أجهزة الاستخبارات السورية، حيث كان رئيسا جهاز الاستخبارات الجوية والاستخبارات السياسية من بين مساعديه السابقين.
وفي يوليو/تموز 2012، وبعد حادثة تفجير مقر الأمن القومي في دمشق، أُعلن أن مملوك سيتولى رئاسة مكتب الأمن القومي بدرجة وزير، ليُشرف على المنظومة الأمنية السورية بكاملها، فيما عُيّن عبد الفتاح قدسية، الرئيس السابق لشعبة المخابرات العسكرية، مساعداً له.

## الحرب الأهلية السورية

### العقوبات الدولية والأنشطة السياسية
كان علي مملوك واحداً من العديد من المسؤولين السوريين الذين فرض الاتحاد الأوروبي عليهم عقوبات بسبب دورهم المفترض في قمع المتظاهرين خلال الثورة السورية. فقد أشارت التقارير إلى أن الجهاز الأمني الذي يترأسه مملوك شارك في قمع المعارضين داخلياً، ومراقبة المواطنين الأفراد، والتورط في حصار مدينة درعا، حيث قُتل عدد من المتظاهرين على يد أجهزة الأمن السورية.
وقد أُدرج مملوك في قائمة العقوبات الأوروبية بتاريخ 9 مايو 2011، بتهمة الضلوع في أعمال عنف ضد المتظاهرين خلال الاحتجاجات. كما فرضت الحكومة السويسرية عقوبات مماثلة عليه في سبتمبر2011. وفي 23 أبريل 2012، فرضت الولايات المتحدة الأمريكية عقوبات على مملوك، متهمة إياه بـارتكاب انتهاكات لحقوق الإنسان، بما في ذلك استخدام العنف ضد المدنيين.

### الاتهامات في لبنان
في أغسطس 2012، وُجّهت إلى مملوك اتهامات بمحاولة زعزعة الوضع الأمني في لبنان، بالتنسيق مع وزير الإعلام اللبناني الأسبق ميشال سماحة، الذي أقرّ بنقل متفجرات في سيارته بهدف تنفيذ عمليات اغتيال ضد شخصيات سياسية ودينية لبنانية، بالتعاون مع النظام السوري. وقد كشفت التحقيقات أن سماحة، وبمساعدة رئيس جهاز الأمن العام اللبناني الأسبق جميل السيد، خططا لاغتيال سمير جعجع، وسعد الحريري، ووسام الحسن.

### تحركات دبلوماسية
في مايو 2015، أثارت تقارير إعلامية مخاوف بشأن مصير مملوك وصحته، بعد اختفائه عن الأنظار لفترة، ما أدى إلى مقارنات مع اللواء رستم غزالي الذي توفي في ظروف غامضة بعد تعرضه للضرب.
وفي يوليو 2015، قام مملوك بزيارة جدة في السعودية ومسقط في سلطنة عُمان، حيث التقى مسؤولين سعوديين وخليجيين لمناقشة مبادرات لإنهاء الحرب الأهلية السورية. وفي أغسطس 2015، زار القاهرة حيث التقى بالرئيس المصري عبد الفتاح السيسي ومسؤولين أمنيين بارزين، وبحث معهم سبل مكافحة تنظيم الدولة الإسلامية وغيرها من الجماعات الإسلامية، بما في ذلك جماعة الإخوان المسلمين.
وفي عام 2018، قام مملوك بزيارة نادرة إلى القاهرة، التقى خلالها نظيره المصري عباس كامل، مدير جهاز المخابرات العامة، وناقشا ملفات سياسية وأمنية ومكافحة الإرهاب. وبين عامي 2021 و2023، عقد مملوك اجتماعات متكررة مع رئيس الاستخبارات السعودية خالد بن علي الحميدان، وكانت هذه اللقاءات الأولى من نوعها منذ اندلاع الحرب السورية.

### التعيين في مناصب عليا والفرار
في 18 يناير/كانون الثاني 2024، عيّن الرئيس السوري بشار الأسد علي مملوك مستشاراً للأمن القومي، كما منحه منصب نائب رئيس الجمهورية العربية السورية للشؤون الأمنية والعسكرية.
بعد سقوط النظام السوري في 8 ديسمبر 2024، أشارت بعض التقارير إلى أنه فر من سوريا إلى لبنان بمساعدة حزب الله واستقر في النهاية في الضاحية الجنوبية ببيروت.

## التحقيقات الجنائية

### لبنان
في 11 أغسطس 2012، وجّه القضاء اللبناني اتهامات غيابية إلى علي مملوك، إضافة إلى وزير الإعلام اللبناني الأسبق ميشال سماحة، بتهمة التخطيط لاغتيال شخصيات سياسية ودينية لبنانية. وقد أصدرت السلطات القضائية اللبنانية مذكرة توقيف بحق مملوك في 4 فبراير 2013.

### فرنسا
في نوفمبر 2018، أصدرت النيابة العامة الفرنسية مذكرات توقيف دولية بحق ثلاثة مسؤولين سوريين كبار في أجهزة الاستخبارات والحكومة، وهم: علي مملوك، وعبد السلام محمود، وجميل حسن، بتهم تشمل: التواطؤ في التعذيب، والاختفاء القسري، وارتكاب جرائم ضد الإنسانية، وجرائم حرب.
انطلقت أربع جلسات استماع أمام محكمة الجنايات في باريس في 21 مايو 2024، وفي 25 مايو صدر حكم بإدانة المسؤولين الثلاثة غيابياً بتهمة التورط في تعذيب وقتل مواطنين فرنسيين اثنين في سوريا.

## دوره في الحل السياسي
في 24 فبراير 2013 نشرت صحيفة الأخبار اللبنانية مقالا للصحفي سامي كليب كشف فيه وثائق حول دور أبو مازن في جنيف2 ، ودور اللواء علي مملوك في الحل السياسي عندما قصده الوسيط نضال السبع حاملا ورقة من ثماني نقاط للحل السياسي كان قد أعدّها مع كريم بقرادوني وهي نتاج البيان السياسي الذي صدر عن الحلف المدني الديمقراطي الذي عُقد فرنسا 2 (عدد) و3 مارس 2013. في تلك الفترة صاغ الحلف الديمقراطي مبادرة تفيد بقبوله «عدم وضع شروط مسبقة للحوار مع النظام السوري »، لكنه أضاف «ضرورة أن يكون للحوار عنوان واضح هو الدخول في مرحلة انتقالية، اعتماداً على بيان جنيف 1 والوصول، عبر التفاوض، إلى حكومة انتقالية بصلاحيات كاملة وانتخاب رئيس جديد لسوريا».
يقول سامي كليب أن نضال السبع تلقّى نسخة من البيان الختامي. ناقشها مع كريم بقرادوني. تبيّن أن فيها الكثير من النقاط الإيجابية التي يحتمل أن يوافق عليها النظام السوري. صيغت من البيان ثماني نقاط وحملها نضال السبع إلى دمشق يوم 7 مارس 2013. قاصدا رئيس جهاز الأمني القومي اللواء علي مملوك. وعرض عليه الورقة، استفسر منه المملوك عن قيمة الورقة دوليا، فأبلغه السبع أن محمود عباس بصدد القيام بزيارة إلى موسكو يوم 11 مارس 2013 لِلقاء الرئيس فلاديمير بوتين وهو عازم على طرح ورقة النقاط الثماني عليه في حال موافقتكم عليها، كما أن هناك زيارة مقررة للرئيس باراك أوباما إلى رام الله يوم 20 مارس 2013 ، ومن المفترض بحث ملف المفاوضات الفلسطينية الإسرائيلية، وسوف يستغل أبو مازن هذه الزيارة من أجل إقناع الرئيس الاميركي بجدوى الحل السياسي عبر اعتماد ورقة النقاط الثماني، جرى بحث في الاحتمالات على مدى ثلاثة أيام، ثم جاء الجواب من الرئيس السوري عبر علي المملوك : «الورقة جيدة، ولكن الحكومة السورية تتحفظ عن بند الحكومة بصلاحيات واسعة، كما يحق للرئيس بشار الأسد أن يترشح في أي انتخابات رئاسية جديدة». نصح المسؤول السوري، كذلك، بضرورة أن يشدد « أبو مازن» خلال لقاءاته الدولية على دور تنظيم « القاعدة» وتنامي الإرهاب في سوريا.